# نشان واسا
نشان واسا،(به‌انگلیسی: Order of Vasa) یک نشان افتخار سوئدی است که توسط پادشاه سابق سوئد  گوستاو سوم  در سال ۱۷۷۲ ابداع شده است.
 نشان واسا، از طرف بالاترین مقام سلطنتی سوئد، به عنوان قدرشناسی، به اشخاصی که در انجام خدمت در امور مربوط  به کشاورزی ، معادن ، هنر ، تجارت ، صنعت ، صنایع دستی و آموزش از خود شایستگی نشان داده اند اعطاء می شود.
نمونه ای از این نشان ، که با روبان سبز حمل می شود ، دارای پنج کلاس است. نشان لیاقت واسا می تواند به اشخاص غیر سوئدی نیز اعطا شود. این  نوع  نشان از سال ۱۹۷۵ میلادی به بعد به شخصی اعطا نشده است.